# Het Huis Anubis: Het Geheim Van Osiris
Het Huis Anubis: Het Geheim van Osiris is een computerspel gebaseerd op de televisieserie Het Huis Anubis. Het spel is ontwikkeld door thePharmacy, en uitgebracht door Studio 100 op 15 oktober 2008.
In het spel bezoekt de speler met de bewoners van Het Huis Anubis vele locaties zoals een verlaten herberg, een tuin vol met oude artefacten en Egypte. Tevens maakt de speler een tijdreis. Het doel is om raadsels op te lossen en schatten te vinden.
Het spel is uitgebracht voor de PC en is op 26 oktober 2009 verschenen voor de Nintendo DS.